# Les Naufragés (film, 2016)
Pour les articles homonymes, voir Les Naufragés (homonymie).
 (février 2016).
Pour plus de détails, voir Fiche technique et Distribution.
Les Naufragés est une comédie d'aventures de David Charhon sortie sur les écrans en France le 17 février 2016, avec Daniel Auteuil et Laurent Stocker de la Comédie-Française.

## Synopsis
Jean-Louis Brochard, un escroc de la finance en fuite et William Boulanger, teinturier cocu tout juste quitté par sa femme, échouent sur une île déserte après l'écrasement de leur avion. Leur cohabitation promet de faire des étincelles. D'autant que l'île, pas si déserte qu'il n'y paraît, leur réserve bien des surprises.

## Fiche technique
- Titre : Les Naufragés
- Réalisation & adaptation : David Charhon
- Scénario : David Charhon et Maxime Motte
- Société de production : TF1 Films Production, Scope Pictures & Rectangle Productions
- Producteurs : Alice Girard et Edouard Weil
- Musique : Ludovic Bource
- Décors : Hélène Dubreuil
- Image : Thierry Arbogast
- Effets numériques : Mikros Image
- Pays d'origine :  France
- Durée : 95 minutes[4]
- Classification : Tout public
- Genre : comédie d'aventures
- Budget : 14 millions d'euros[5]
- Date de sortie :  France : 17 février 2016

## Distribution
- Daniel Auteuil : Jean-Louis Brochard, le patron de Brochard Fiduciaire
- Laurent Stocker : William « Willy » Boulanger, le teinturier
- Julie Ferrier : Charly, la patronne de l'hôtel sur l'île Tortola
- Ken Samuels : Fergus
- Julia Faure : Rosario
- Philippe Morier-Genoud : Joël, le majordome de Brochard
- Laurent Poitrenaux : Daniel, le bras droit de Brochard
- Laurent Bateau : Karl, le maître d'hôtel sur l'île Tortola
- Claudine Delvaux : la femme de chambre
- Thomas Robinot : le comptable
- Alain Fourès : l’homme au comptoir Tortola
- Solal Charhon : Carlos
- Willy Zogo : Barthélémy
- Jade Charhon : la fille Fergus
- Léo Léothier : Le client russe
- Delphine McCarty : l'hôtesse de l'aéroport
- Guillaume Clément : le policier PAF
- Sabine Beaufils : Madeleine, la secrétaire de Jean-Louis Brochard
- Marie Bokillon : la juge d'instruction
- Zipporah Goetze : l'hôtesse  Tortola
- Julien Ahenga : l'homme noir avec la vieille dame
- Tori Lao-Lee : le passager à l'aéroport
- Julien Boetzle : le greffier (non crédité)
- Fabien Gravillon : le jeune homme à l'aéroport (non crédité)

## Production

### Lieux de tournage
Le film a été tourné à Paris, en Thaïlande et à Tortola dans les îles Vierges britanniques.

## Musique
Sauf indication contraire ou complémentaire, les informations mentionnées dans cette section proviennent du générique de fin de l'œuvre audiovisuelle présentée ici.
- Polka de la diablotine de Johann Strauss II.
- Lettre à Hélène par Dave de 1978.
- Les Matins d'hiver par Gérard Lenorman de 1972.
- Magic Moments (en) par Ronnie Hilton de 1958.
- Ouverture des Noces de Figaro de Wolfgang Amadeus Mozart (sur la plage, Jean-Louis épuisé, rêve : Joël prend soin de lui, lui sert son repas puis le rase, au bord de la piscine, William allongé sur une chaise transat, discute avec sa voisine, Jean-Louis reprend ses esprits, rampe en direction de la mer et s'évanouit).

- Sandy (en) par John Travolta de 1978 (sur la piste de décollage, Jean-Louis et William à bord de leur avion de tourisme dépassent la file d'avions de ligne bloqués et décollent).
- C'est ma vie par Salvatore Adamo de 1975.
- Allegro con brio de la Symphonie no 25 de Wolfgang Amadeus Mozart.
- Papa Loves Mambo (en) par Chang Faye (William découvre et apprécie le confort de l'hôtel, pendant que Jean-Louis tente de survivre dans le dénuement sur la plage, le soir devant l'abondance de nourriture du buffet à volonté, William hésite, puis remplie précipitamment son assiette en dévorant les mets).
- Help Yourself (en) par Tom Jones de 1968.
- Beyond the Sea par Bobby Darin de 1960.

## Accueil

### Box-office
Le film est un flop : il ne collecte que 99 263 entrées.